# Oknówka nepalska
Oknówka nepalska (Delichon nipalense) – gatunek małego ptaka z rodziny jaskółkowatych (Hirundinidae). Zasiedla Chiny, Bhutan, Indie, Nepal, Tajlandię i Wietnam. Nie jest zagrożona. 

## Morfologia
WyglądMniejsza niż oknówka zwyczajna, jest jednak podobnie ubarwiona. Ogólnie jest cała czarna, z niewielkim połyskiem na grzbiecie i jaśniejszym gardłem. Czysto biała tylko na brzuchu i kuprze.
Wymiary
- długość ciała: 11,5–12,5 cm
- masa ciała: 14–16 g[4]

## Ekologia i zachowanie
ŚrodowiskoDoliny rzeczne oraz zalesienia na wysokości 1000–4000 m n.p.m.
PożywienieOwady łapane w locie.
LęgiGniazduje od marca do lipca. Gniazda budowane na klifach, składają się z mułu, trawy i piór. Gnieździ się w koloniach. Składa trzy białe jaja o wymiarach 18,6×12,8 mm i masie 1,6 g. Inkubacja trwa 14–16 dni, młode są w pełni opierzone po 22–32 dniach.

## Systematyka
Wyróżniono dwa podgatunki D. nipalense:
- Delichon nipalense nipalense – Himalaje do północno-zachodniej Mjanmy.
- Delichon nipalense cuttingi – północno-wschodnia Mjanma do północno-zachodniego Wietnamu.

## Status
Międzynarodowa Unia Ochrony Przyrody (IUCN) uznaje oknówkę nepalską za gatunek najmniejszej troski (LC, Least Concern) nieprzerwanie od 1988 roku. Liczebność populacji nie została oszacowana, ale ptak ten opisywany jest jako szeroko rozpowszechniony, dość pospolity w Nepalu, lokalnie dość pospolity w Indiach. Trend liczebności populacji uznawany jest za stabilny.